# Basketball in der Türkei

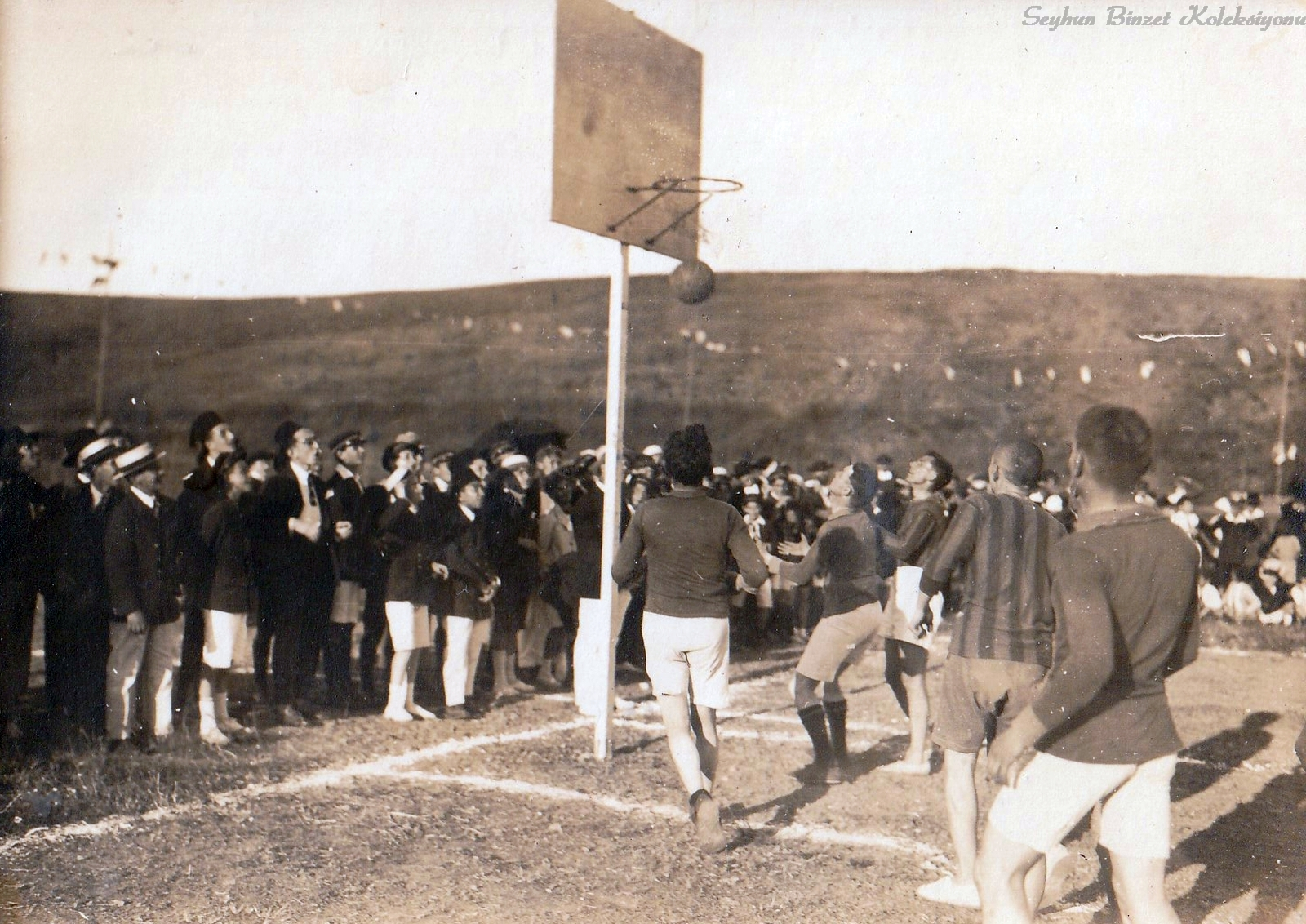
Schüler der Saint Joseph Lisesi spielen Basketball auf der Haydarpaşa-Wiese im frühen 20. Jahrhundert (Sammlung Seyhun Binzet)

Basketball ist in der Türkei nach Fußball die beliebteste Mannschaftssportart.

## Nationale Basketballwettbewerbe

### Türkische Meisterschaft
Die Türkische Basketball Meisterschaft wird in der Türkiye Basketbol Ligi (TBL) ausgetragen. Darunter gibt es die 2. Türkiye Basketbol Ligi mit 4 Divisionen und die EBBL.

### Basketballvereine
Kategorie:Türkischer Basketballverein

## Internationale Basketballwettbewerbe

### Basketball-Weltmeisterschaft
Bei der Basketball-Weltmeisterschaft 2010 in der Türkei kam das türkische Team bis ins Finale. Es unterlag der US-amerikanischen Mannschaft mit 64:81 und war zu der Zeit Vizeweltmeister bis zur Basketball-Weltmeisterschaft 2014 in Spanien.

### Olympische Sommerspiele
Bei den Basketballwettbewerben der Olympischen Sommerspiele haben die Türkischen Nationalmannschaften der Herren und Damen zumindest seit 1992 keine Medaillen gewinnen können.

### Basketball-Europameisterschaft
Bei der Basketball-Europameisterschaft 2001 in der Türkei unterlag die Türkei dem Team von Serbien und Montenegro im Finale mit 69:78 und konnte daher nur die Silbermedaille gewinnen.